# Distributiewet
De Distributiewet is een Nederlandse wet die vastgesteld is in 1939. Doel is in geval van oorlog, oorlogsgevaar of andere buitengewone omstandigheden een doelmatige distributie van goederen te regelen m.n. via distributiebonnen voor de volkshuishouding, landsverdediging en veiligheid van niet-militairen.
Tijdens de oliecrisis in 1973 is de distributie via bonnen voor de laatste keer toegepast voor de distributie van benzine. Omdat pomphouders ook benzine bleven leveren aan automobilisten zonder bonnen was deze distributie niet echt doelmatig.

## Uitvoering door gemeenten

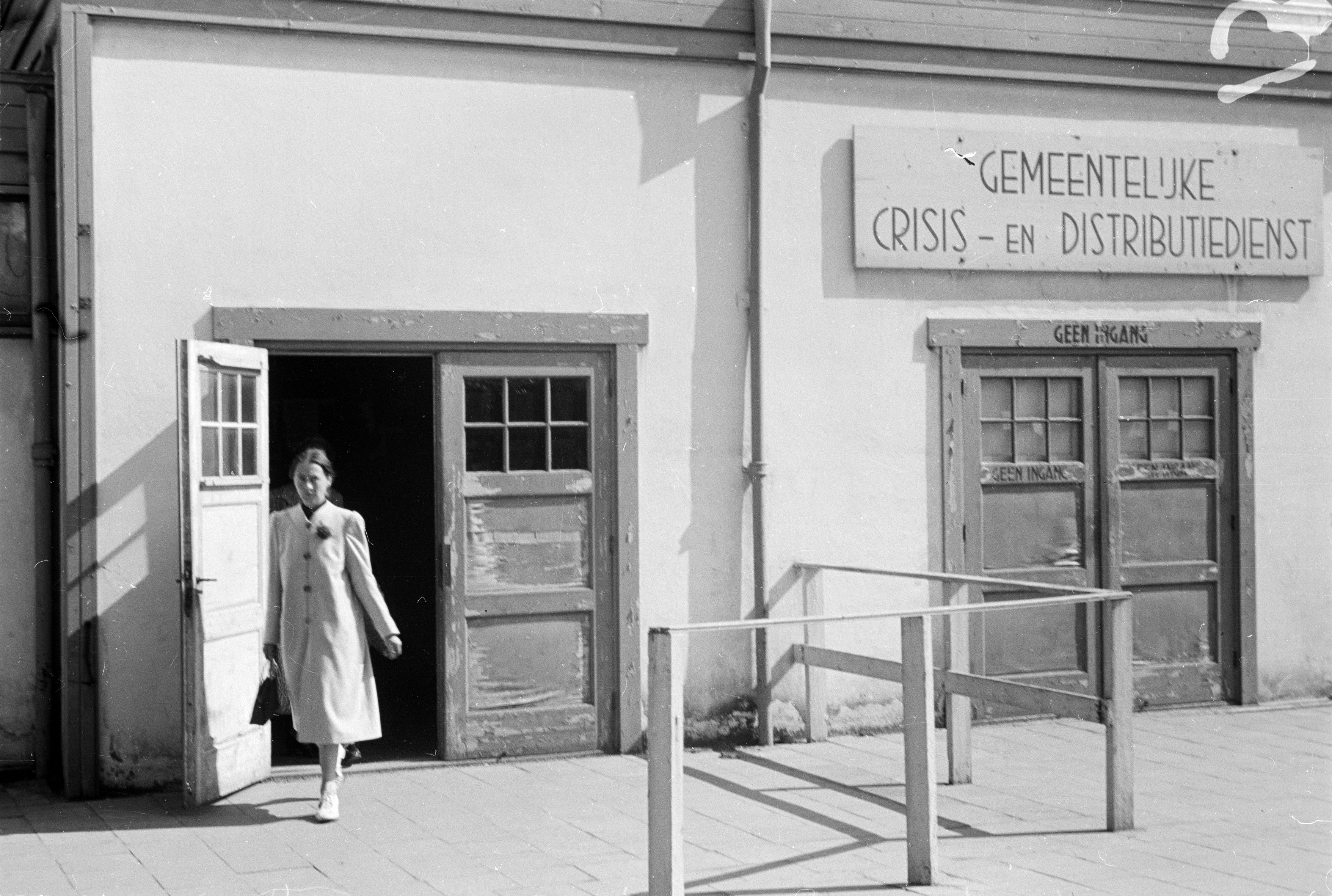
Gemeentelijke crisis- en distributiedienst Den Haag (foto door Menno Huizinga)

Alle gemeenten hadden een distributiedienst. De gemeenten werkten samen in regio's genaamd distributiekringen. Een burgemeester stond aan het hoofd van de dienst van zijn gemeente. De burgemeesters regelden de inrichting. Zij konden één der gemeenten als centrale gemeente aanwijzen via gemeenschappelijke regeling. De dienst mocht echter geen openbaar lichaam zijn. In 1997 heeft het kabinet de diensten opgeheven en de distributietaken neergelegd bij gemeenten zelf. Waar de distributiebonnen opgeslagen liggen mogen gemeenten zelf weten of per gemeente of in de centrale gemeente.
De gemeenten (lees de burgemeesters) treffen ook nu nog de maatregelen voor de juiste uitvoering van de wet. In het belang van een goede distributie geven zij algemeen verbindende voorschriften. Die worden na vaststelling direct aan de Minister meegedeeld.

## Uitvoering door de minister van Economische Zaken
AIs het voor een doelmatige distributie nodig is, kan de Minister zelf ook voorzieningen treffen. Als de burgemeester nalatig blijft uitvoering te geven stelt de Minister de voorschriften vast die worden geacht van de burgemeester afkomstig te zijn. De afkondiging geschiedt direct nadat het besluit door de burgemeester is ontvangen.

## Kosten & middelen
Het ministerie van Economische zaken zorgt voor de voorbereiding op de uitvoering van de wet c.q het beleid en de aanmaak van bonnen. In de gemeenten liggen distributiebonnen opgeslagen. De gemeenten maken beperkte kosten voor opslag en beheer van de bonnen.